# گوندلفینگن آن در دناو
شهر گوندلفینگن آن در دُناو (به آلمانی: Gundelfingen an der Donau) در ایالت بایرن در کشور آلمان واقع شده‌است.